# Ngonidzashe Makusha
Ngonidzashe « Ngoni » Makusha (né le 11 mars 1987 à Mandedza) est un athlète zimbabwéen spécialiste du sprint et du saut en longueur. Il détient les records nationaux du 100 mètres avec 9 s 89, et du saut en longueur avec 8,40 m, établis tous deux en 2011.

## Carrière
Il se distingue en juillet 2006 à Windhoek en améliorant successivement ses records personnels à la longueur (7,87 m), au triple saut (14,90 m), sur 100 mètres (10 s 64) et sur 200 mètres (21 s 57). Le mois suivant, il participe aux Championnats du monde juniors de Pékin où il atteint les demi-finales du 100 mètres et la finale du saut en longueur (12e). En 2007, le Zimbabwéen s'aligne sur trois épreuves lors des Jeux africains d'Alger et obtient son meilleur résultat au titre du relais 4 × 100 mètres en s’adjugeant la médaille de bronze aux côtés de ses compatriotes Gabriel Mvumvure, Brian Dzingai et Lewis Banda. 
Étudiant à l'Université d'État de Floride, il améliore ses meilleures marques au saut en longueur en réalisant successivement 7,97 m en mars 2008 à Fayetteville avant de franchir pour la première fois de sa carrière les huit mètres en mai à Tallahassee avec 8,16 m. En juin 2008 à Des Moines, Makusha remporte le titre NCAA du saut en longueur avec 8,30 m, meilleure marque personnelle et nouveau record national du Zimbabwe. Ce succès constitue par ailleurs la première victoire dans cette compétition d'un athlète des Florida State. Sélectionné dans l'équipe du Zimbabwe lors des Jeux olympiques d'été de 2008, à Pékin, Ngonidzashe Makusha participe au concours du saut en longueur où il se classe quatrième de la finale avec un bond à 8,19 m, échouant à un centimètre seulement du Cubain Ibrahim Camejo, médaillé de bronze.
Il conserve son titre national universitaire de la longueur en 2009 avec un bond à 8,11 m. Il améliore par ailleurs  à Blacksburg ses records personnels en salle du 60 mètres avec 6 s 60, et au saut en longueur avec 8,21 m, signant à cette occasion la troisième meilleure performance mondiale en salle de l'année 2009.
En avril 2011, à Durham en Caroline du Nord, Ngonidzashe Makusha descend pour la première fois de sa carrière sous les dix secondes au 100 mètres en réalisant le temps de 9 s 97 (+2,0 m/s). En juin à Des Moines, il remporte le titre NCAA du 100 mètres, devant l'Américain Rakieem Salaam, en 9 s 89 (+1,6 m/s), améliorant d'un centième de seconde le record NCAA détenu depuis 1996 par Ato Boldon. Il décroche par ailleurs le titre du saut en longueur avec 8,40 m et devient à cette occasion le quatrième athlète masculin à réaliser le doublé 100 m/longueur dans cette compétition après les Américains DeHart Hubbard (1925), Jesse Owens (1935 et 1936) et Carl Lewis (1981). Il se classe troisième des Championnats du monde de Daegu en réalisant la marque de 8,29 m (+0,3 m/s) à son premier essai, puis en effectuant quatre autres sauts à plus de huit mètres. Il s'incline finalement face à l'Américain Dwight Phillips (8,45 m) et l'Australien Mitchell Watt (8,33 m). Il se hisse également en demi-finales du 100 m. Il y prend la 5e place en 10 s 27 derrière notamment les deux qualifiés pour la finale Kim Collins et Nesta Carter.

## Palmarès
| Date | Compétition                   | Lieu             | Résultat | Épreuve   | Marque  |
| ---- | ----------------------------- | ---------------- | -------- | --------- | ------- |
| 2006 | Championnats du monde juniors | Pékin            | 12e      | Longueur  | 7,33 m  |
| 2007 | Jeux africains                | Alger            | 3e       | 4 × 100 m | 39 s 16 |
| 2008 | Jeux olympiques               | Pékin            | 4e       | Longueur  | 8,19 m  |
| 2011 | Championnats du monde         | Daegu            | 3e       | Longueur  | 8,29 m  |
| 2011 | Ligue de diamant              | Ligue de diamant | 2e       | Longueur  | détails |
| 2016 | Championnats d'Afrique        | Durban           | 8e       | 4 × 100 m | 41 s 02 |
| 2018 | Championnats d'Afrique        | Asaba            | 6e       | 100 m     | 10 s 45 |
| 2022 | Championnats d'Afrique        | Saint-Pierre     | 3e       | 4 × 100 m | 39 s 81 |

### Records
| Épreuve                  | Performance | Lieu       | Date            |
| ------------------------ | ----------- | ---------- | --------------- |
| 60 m                     | 6 s 60      | Blacksburg | 27 février 2009 |
| 100 m                    | 9 s 89      | Des Moines | 10 juin 2011    |
| 200 m                    | 20 s 72     | Bruxelles  | 10 août 2019    |
| Saut en longueur         | 8,40 m      | Des Moines | 10 juin 2011    |
| Saut en longueur (salle) | 8,21 m      | Blacksburg | 27 février 2009 |